# Линейные корабли типа «Нью-Йорк»
Линейные корабли типа «Нью-Йорк» (англ. New York) — тип линкоров флота США. Построено две единицы: «Нью-Йорк» и «Техас». Пятая серия американских дредноутов и первые в мире линкоры с 356-мм артиллерией. Заложены после типа «Вайоминг». Благодаря своему главному калибру на момент вступления в строй «Нью-Йорк» и «Техас» стали самыми сильными артиллерийскими кораблями в мире.

## История разработки
Ещё на Ньюпортской конференции 1908 года было принято решение о том, что американские линкоры должны оснащаться орудиями калибра 356-мм. Немаловажную роль играли и поступающие из-за рубежа сведения об оснащении новых британских дредноутов орудиями калибра 343-мм. Для американских дредноутов программы 1909/1910 бюджетных годов — будущих «Вайоминга» и «Арканзаса» рассматривались варианты вооружения ещё не разработанных 356-мм орудий. Тогда от вариантов с 8 и 10-ю 356-мм орудиями (проекты 404 и 502 соответственно) отказались в пользу варианта с 12 305-мм 50-калиберным орудиями (проект 601). Основной причиной такого решения послужили опасения неготовности 356-мм орудий к моменту ввода в строй новых кораблей.
При разработке строительной программы 1911 бюджетного года к 26 апреля 1909 года Генеральным советом флота было решено, что будут построены два линкора и определено что их водоизмещение будет 26 000 тонн. Проектная скорость должна была быть увеличена до 21 узла. При этом главный калибр ещё не был определён. Поэтому Бюро конструирования приступило к разработке двух вариантов — проекта 602 — линкора с 12-ю 305-мм 50-калиберными орудиями (улучшенный проект 601) и проект 506 с 10-ю 356-мм орудиями (продолжение проекта 502). Развитие проекта 402 с 8-ю 356-мм орудиями не рассматривалось.
Основным считался проект с 356-мм орудиями, а проект 602 разрабатывался как резервный. Некоторое время рассматривался третий вариант с 12-ю 356-мм и 26-ю 127-мм орудиями. Но от него отказались в начале 1910 года. Несмотря на то, что на тонну водоизмещения он обладал самым сильным вооружением, его стоимость была чрезмерной.
Разработка нового 356-мм 45-калиберного орудия была поручена фирме Midvale Steel Co. Заказ был выдан 14 января 1909 года и она шла параллельно с разработкой 50-калиберного 305-мм орудия. В ноябре того же года опытные образцы были поставлены заказчику. В декабре начались испытания, которые показали, что опасения были напрасными. Несмотря на наличие мелких проблем со снарядами и процессом заряжания, 12 марта 1910 года офицер, отвечавший за испытания, выдал вердикт о том, что орудие обладает превосходной кучностью боя.
Успешные стрельбы 356-мм орудия в январе 1910 года привели к тому, что работы над проектом 602 были заброшены, хотя официально они продолжались до 29 марта 1910 года. Для линкоров 1911 окончательно был выбран проект 506. В системах управления артиллерийским огнём существенных изменений не произошло. Несмотря на понимание увеличившихся дистанция боя, размещение центрального артиллерийского поста так и осталось над бронированной цитаделью, что делало его достаточно уязвимым.
С точки зрения схемы бронирования и общей компоновки новые линкоры повторяли тип «Вайоминг». Американцы, как и британцы, придерживались мнения, что защита линкора должна проектироваться из расчёта противостояния собственным снарядам. Если для линкоров с 305-мм орудиями толщина главного броневого пояса должна была составлять 279 мм, то при переходе на 356-мм орудия его толщина должна была быть увеличена до 330 мм. Аналогичной толщины должны были быть стенки башен главного калибра и их барбеты. Увеличение ожидаемых дистанций стрельбы до 10 км и более также требовало увеличения горизонтальной защиты.
Но в отведенных лимитах водоизмещения это обеспечить оказалось невозможно. Если на проекте 502 планировался 330-мм пояс, то на проекте 506 ради увеличения проектной скорости на 0,5 узла пришлось уменьшить его до уровня «Вайоминга». Вариант утолщения верхнего пояса до 330-мм, утолщение горизонтального бронирования, стенок башен и барбетов всерьез не рассматривался из-за проблем с остойчивостью при увеличении верхнего веса. Это оказалось возможным осуществить только на линкорах 1912 года — типе «Невада», за счет перехода на схему бронирования «всё или ничего». А на линкорах 1911 года по сравнению с «Вайомингом», решено было лишь незначительно увеличить толщину брони рубок.
В качестве силовой установки рассматривались варианты двухвинтового корабля с паровыми турбина Кертиса и четырёхвинтового с турбинами Парсонса. Потребная мощность возрастала с 28 000 л. с. на Вайоминге до 32 000 л. с. Увеличение длины отсеков занимаемых силовой установкой, при желании оставить неизменной длину бронированной цитадели, приводило к уменьшению длины занимаемой погребами. Из-за этого боезапас планировали уменьшить до 75 снарядов на ствол.
Предварительный проект был вынесен на рассмотрение офицеров флота в марте 1910 года. Высказанные ими замечания уже мало повлияли на судьбу проекта «Нью Йорка», и больше интересны с точки зрения выработки облика проекта линкора следующего 1912 года. Командующий Атлантическим флотом вице-адмирал Ситон Шредер и инспектор флота по артиллерийской практике коммандер Л. С. Пэтмэн обратили внимание на неудачное расположение башни № 3 между машинными и котельными отделениями. Из-за наличия надстроек она имела невыгодные углы обстрела. А по опыту «Делавэра» наличие паропроводов в районе погребов приводило к проблемам с разлетом снарядов в залпе. Сдвижка её дальше в корму приводила к нежелательным напряжениям в корпусе, а на переход на трехорудийные башни пока не решились. Также отказались от предложения Шредера увеличить толщину крыш башен до 127 мм, а задней стенки до 254-мм из-за проблем с остойчивостью при добавлении 110 высокорасположенных тонн брони.
Высказывались предложения увеличить толщину верхнего пояса до толщины главного и выполнять его цельным из высоких плит. Это позволяло получить мощную и прочную броневую цитадель, но было решено что изыскать резерв водоизмещения под дополнительную броню и не допустить нежелательного падения остойчивости из-за добавления верхнего веса невозможно. Обращалось внимание на недостаточную горизонтальную защиту и бронирование центрального артиллерийского поста (ЦАП). Также были оставлены без внимания нарекания на недостаточную защиту рулевых механизмов.
Из-за проблем с верхним весом также отказались от предложения размещения 127-мм орудий на башнях № 2, 3 и 4. Эксперты по торпедному вооружению настаивали на увеличении количества торпедных труб с двух до четырёх. Это было сделано, несмотря на то, что необходимо было проделать дополнительные проёмы в бронированной противоторпедной переборке.
Испытания первых серий дредноутов выявили и проблему с заливаемостью в свежую погоду. Её можно было решить установкой прямого форштевня или применением клиперской формы носовой части. Но в первом случае это приводило к падению скорости на 0,2 узла, а во втором на 0,25. Проблему при неизменной мощности силовой установки можно было решить удлинением корпуса на 8 и 12 футов соответственно. Но это приводило к увеличению массы корпуса и в конечном счете от этих вариантов отказались.
24 июня 1910 года Конгресс санкционировал в рамках 1911 бюджетного года постройку линкоров № 34 и 35. Один из них должен был строиться на государственной верфи. Это решение было принято на фоне изменившейся внутриполитической обстановки. Сменивший Рузвельта на посту президента Уильям Тафт предложил урезать военно-морской бюджет на 10 млн долларов, в частности за счет уменьшения размеров новых линкоров. На этом настаивал также председатель Военно-морского комитета сенатор Юджин Холл. В связи с этим только благодаря усилиям Секретаря флота Джорджа Мейера на новые линкоры было выделено по 7 млн долларов. Заказ на линкор № 34 получила New York Navy Yard — государственная верфь в Бруклине. Тендер на строительство линкора № 35 27 сентября 1910 года выиграла частная верфь Newport News Shipbuilding & Drydock Co.
В процессе строительства в проект были внесены довольно значительные изменения. Так на дюйм, до 305 мм была увеличена толщина главного броневого пояса. Решено было вместо 38-мм плит стали STS защитить ЦАП плитами из 152-мм брони. Но самые большие изменения были сделаны в отношении силовой установки.
В начале 1910 года поступили данные о сравнении силовых установок «Делавэра» и «Норт Дакоты». Первый линкор был оснащен паровыми машинами. Второй — турбинами Кертиса. Результаты показанные кораблем с паровыми турбинами оказались обескураживающими. Если «Делавэр» по расчетам на 10 узлах мог преодолеть 9650 миль, то его систершип на той же скорости лишь 6560 миль. Этой дальности не хватало для того, что бы преодолеть расстояние от западного побережья США до Филиппин без дозаправки. США строили океанский флот и требование одним переходом пересечь Тихий океан было одним из основных.
Производители силовых установок не смогли убедить флот в США в том, что смогут создать в ближайшее время турбины с нужной экономичностью. Поэтому разработчики вынуждено пошли на парадоксальный шаг. Они отказались от турбин в пользу паровой машины. За счёт того, что винты работали на более выгодных режимах, потребная мощность уменьшилась до 28 100 л. с. Силовую установку удалось вписать в меньший объём и орудийные погреба были увеличены до объёма предшественников.

## Конструкция

### Корпус
Тип «Нью Йорк» конструктивно был увеличенным вариантом типа «Вайоминг» — нормальное водоизмещение возросло на 1000 тонн и за счёт этого несколько увеличились линейные размеры.
Нормальное водоизмещение достигло 26 455 т, полное — 27 933 т. Длина между перпендикулярами — 174,77 м, ширина по ватерлинии — 29,05 м. Высота борта в районе миделя — 14,85 м, проектная осадка — 8,7 м. Фактическая осадка при нормальном водоизмещении составляла 8,5 м, метацентрическая высота — 1,99 м. При полном водоизмещении осадка составила 8,93 м, метацентрическая высота — 2,09 м(на флоте США, из-за стремления не допускать опрокидывания при затоплениях, предпочитали большую метацентрическую высоту, что приводило к резкой бортовой качке). На один дюйм (25,4 мм) осадки в районе КВЛ приходилось 91,7 тонны водоизмещения.
Как и на «Вайоминге», корпус был гладкопалубным с плавным подъёмом палубы от кормы в нос — при проектной осадке в 8,7 м борт возвышался над ватерлинией на уровне 8,1 м в носовой части и 5,5 м в кормовой.
Традиционно для американских дредноутов корпус имел достаточно полные обводы — коэффициент общей полноты корпуса 0,616, при практически прямоугольном миделе — коэффициент полноты мидель-шпангоута 0,977. Днище было плоским, без килеватости. Общий вес корпуса вместе с арматурой составлял 11 062,8 тонн. Конструкция корпуса была жесткой и прочной, в соответствии с высокими требованиями американского флота. Набор корпуса осуществлялся по поперечной схеме. 140 шпангоутов шли со шпацией 4 фута (1219 мм). Основным конструкционным материалом была мягкая судостроительная сталь MS. В ответственных местах использовалась сталь высокого сопротивления HTS. Сборка осуществлялась клепкой.
Корпус был разделен 21-й водонепроницаемой переборкой на 22 отсека. Три палубы — верхняя, батарейная и жилая проходили по всей длине корабля. Первые две шли с подъёмом. Главная броневая или жилая палуба шла параллельно килю в 9,3 м над ним, находясь в 0,56 м над ватерлинией при проектном водоизмещении. Из-за возрастающего расстояния между батарейной и жилой палубами от боевой рубки в носовую оконечность шла промежуточная «полупалуба». В кормовой оконечности главная броневая палуба имела карапасный участок над рулевым отсеком. Четвёртая и пятая палубы — верхняя и нижняя платформы шли от форштевня, прерываясь в районе котельных и машинных отделений, продолжаясь в корму до рулевого отсека. Самой нижней была палуба трюма. Под ней располагалось двойное дно, простиравшееся на всю длину корабля и по бортам поднимавшееся до уровня третьей палубы.

### Силовая установка
Две вертикальные 4-цилиндровые паровые машины тройного расширения, которые работали на два винта. Диаметры цилиндров машины составляли: высокого давления — 990,6 мм, среднего давления −1600,2 мм и каждого из двух низкого давления 2108,2 мм; ход поршня составлял 1219,2 мм. По проекту мощность машин составляла 28 100 инд. л. с. Машины имели систему принудительной (автоматической) смазки. 14 котлов «Babcock & Wilcox», 8 из них — с пароперегревателями. Масса машинной установки — 2311,3 т.
Скорость на испытаниях: «Техас» — 21,13 узла при мощности машин 28 850 л. с.
Максимальный запас топлива составлял 2960,4 т угля и 463,5 т нефти.
Нормальный — 1973 т угля.
Четыре турбогенератора мощностью по 300 кВт вырабатывали постоянный ток напряжением в 120 вольт.

### Бронирование
Главный броневой пояс и броневые траверзы — крупповская броня. Вертикальная броня была класса «А» марки СКС (Carnegie-Krupp Cemented) Вифлеемской сталелитейной корпорацией (Bethlehem Steel) и броня класса «А» также изготовлялась компанией «Карнеги» поставлявшей броню для «Ретвизана» и класса «В» производства фирмы «Мидвэйл» (Midvale Non-Cemented), типа Mk-1. Бронезащита американских линкоров типов «Невада», «Нью-Йорк» и «Вайоминг», в особенности типа «Вайоминг», напоминала лоскутное одеяло, «сшитое» из материала разного качества, разных марок и производителей.
По результатам стрельбовых испытаний характеристики своей брони показались недостаточными, что привело к дальнейшим исследованиям и улучшениям качества броневого материала. В результате исследований была создана новая марка брони Class A — Mk 2. Выпускалась «Бетлехем Айрон Уоркс» и устанавливалась на последующие типы дредноутов начиная с типа «Пенсильвания».
Схема защиты практически повторяла схему применённую на «Вайоминга», только местами броня была усилена.
Возросла с 11 до 12 дюймов толщина нижнего пояса, защищавшего цитадель по ватерлинии.
Толщина вертикальной брони башен достигала 356 мм — для лобовой плиты, боковые плиты и задняя плита имели толщину 203 мм, крыши башен защищались 102-мм плитами STS. На одну башню «Нью-Йорка» и «Техаса» приходилось по 128 т брони.
Ниже ватерлинии «Нью-Йорк» и «Техас» имели некоторое количество проходов и дверей в переборках (в 1918 году на это обратили внимание британские союзники).
В случае подводных взрывов возникала деформация дверных проёмов, что влекло потерею герметичности и обширные затопления.

### Вооружение
Главный калибр линкоров составляли десять 356-мм/45 орудий Marks 2 и 4, с боекомплектом по 100 снарядов на орудие. В своём первоначальном виде это были неудачные орудия с большим количеством серьёзных конструктивных дефектов. Исходный вариант скрепления повторял британскую конструкцию 20-летней давности применённую на BL 9.2-inch Mk II и оказался не очень надёжным. Как следствие, стволы страдали от чрезмерного провисания. Живучесть ствола первоначально составляла около 150 выстрелов с полным зарядом. Для этого орудия американцы выбрали комбинацию «лёгкий снаряд / высокая скорость» поэтому применялись лёгкие 635 кг снаряды с высокой начальной скоростью 790 м/с. Угол подъёма был ограничен 15 градусами, максимальная дальность была 21 140 ярдов (19 330 м). Он имел длину 1255 мм (3,5 калибра) и взрыватель с временной задержкой 0,035 секунды. Разрывной заряд весил 13,4 кг, что составляло 2,1 % от общей массы снаряда. Эти бронебойные снаряды, так же как и снаряды Японии и Британии были чувствительны к углу встречи с броневой преградой. Бронепробиваемость по вертикальной преграде на дистанциях до 25 кб. была выше, а на дистанциях свыше 25 соответствовала британскому 635 кг снаряду для 13,5" орудий. Если отклонение от нормали превышало 20°, то преобладала вероятность рикошета, а на малых дистанциях и разрушения корпуса (снарядного стакана). Такие же орудия, с теми же снарядами стояли на британских мониторах типа «Эберкромби», британцы из-за чрезвычайно плохой кучности, не соответствующей стандартам британского флота, и низкой живучести орудий вынуждены были перейти на уменьшенные заряды.
Противоминная батарея состояла из 21 127-мм/51 орудия, это был фактический повтор неудачного размещения этих орудий на предыдущих линкорах.

## Модернизации
Во время первой мировой войны сначала получили зенитную артиллерию из двух 76-мм/ 50 орудий, установленных на площадках поверх колонн шлюпочных кранов, после возвращения «New York» из Англии в 1918 года батарею увеличили до шести орудий.
Для начала 20-х годов сняли 4 наиболее «мокрых» 127-мм орудия и установили стандартный набор из восьми 76-мм зенитных орудий и восьми пулемётов калибра 7,62 мм.
К середине 1923 года успешно прошли испытания орудия № 29L с каморой, увеличенной до 298,2 л. Это позволяло использовать больший пороховой заряд и увеличить начальную скорость 1400-фунтового (635 кг) бронебойного снаряда с 792 до 823 м/с. В результате теперь американские орудия 14"/45 практически не отличались по бронебойным характеристикам от главной артиллерии японских кораблей типа «Исэ», «Фусо» и «Конго» или англо-чилийского линкора «Канада» («Альмиранте Латорре»), при 15° дальность превысила 23 000 ярдов. Для модернизированных орудий в 1929 году были приняты 1500 фунтовые бронебойные снаряды. Для 680 кг снаряда при угле возвышения 15 градусов, максимальная дальность составила 23 000 ярдов (21 030 м). С 1942 года у американских линкоров в боекомплекте появились фугасные снаряды.

## Служба
| Название             | Верфь              | Закладка         | Спуск на воду   | Вступление в строй | Судьба                                 |
| -------------------- | ------------------ | ---------------- | --------------- | ------------------ | -------------------------------------- |
| USS New York (BB-34) | New York Navy Yard | 11 сентября 1911 | 30 октября 1912 | 15 апреля 1914     | затоплен 8 июля 1948 близ Перл-Харбора |
| USS Texas (BB-35)    | Newport News       | 17 апреля 1911   | 18 мая 1912     | 12 марта 1914      | Корабль-музей с 1948                   |

## Оценка проекта
Сопоставим «Нью-Йорк» с лучшими иностранными ровесниками. Это британские линкоры типа «Айрон Дюк» и германские типа «Кёниг», вступившие в строй в том же 1914 году. Первые весьма близки по своим боевым характеристикам к «Нью-Йорку» и «Техасу». Схема размещения главного калибра на всех перечисленных типах линкоров была приблизительно одинакова. Размещение пятой (средней) башни на этих кораблях подвергалось критике, но в тот момент вряд ли можно было предложить какое-либо существенно более удачное расположение пятой башни. Если число башен превышало четыре, то как показал опыт, введение каждой дополнительной башни вело к «неизбежным жертвам» — сокращались углы обстрела орудий, усложнялась компоновка устройств и систем корабля. Чаусов (автор который пишет про американские линкоры) отмечает некоторое превосходство «Нью-Йорка». Авторы пишущие про британские дредноуты считают, что «Железный Герцог» и его систершипы на момент ввода в строй были чуть лучше. Следствием тактических доктрин Германии и США стало явное превосходство «Нью-Йорка» над «Кёнигом» в условиях дальнего боя и явный проигрыш в случае ближнего.
На 1914 год 356-мм орудия стояли только на японских линейных крейсерах типа «Конго». Появление кораблей вооружённых подобными орудиями выводило американский флот на высший уровень в мировой «табели о рангах» и позволило стать «халифом на час» — «Нью-Йорк» и «Техас» недолго носили корону сильнейших в мире кораблей.
|                                 | «Нью-Йорк»                   | «Вайоминг»                  | «Айрон Дюк»                            | «Дерфлингер»                       | «Кёниг»                             |
| ------------------------------- | ---------------------------- | --------------------------- | -------------------------------------- | ---------------------------------- | ----------------------------------- |
| Год закладки                    | 1911                         | 1909                        | 1912                                   | 1912                               | 1911                                |
| Год ввода в строй               | 1914                         | 1912                        | 1914                                   | 1914                               | 1914                                |
| Водоизмещение нормальное, т     | 27 432                       | 26 416                      | 25 400                                 | 26 600                             | 25 390                              |
| Полное, т                       | 28 820                       | 27 680                      | 30 032                                 | 31 200                             | 29 200                              |
| Тип СУ                          | ПМ                           | ПТ                          | ПТ                                     | ПТ                                 | ПТ                                  |
| Мощность, л. с.                 | 28 100                       | 28 000                      | 29 000                                 | 63 000                             | 31 000                              |
| Полная скорость, узл.           | 21                           | 20,5                        | 21,25                                  | 26,5                               | 21                                  |
| Максимальная, узл.              | 21,13                        | 21,2                        | 21,5-22,0                              | 25,5-26,5                          | 21,2-21,3                           |
| Полный запас топлива            | 2960,4 т угля, 463,5 т нефти | 2698 т угля, 458 т нефти    | 3302 т угля, 1067 т нефти              | 3500 т угля, 1000 т нефти          | 3000 т угля, 600 т нефти            |
| Дальность, миль (на ходу, узл.) | 7684 (12)                    | 6680 (10)                   | 4500 (20) 8100 (12)                    | 5600 (14)                          | 6800 (12)                           |
| Бронирование, мм                |                              |                             |                                        |                                    |                                     |
| Пояс                            | 305                          | 279                         | 305                                    | 300                                | 350                                 |
| Палуба                          | 35—63                        | 35—63                       | 45—89                                  | 50—80                              | 60—100                              |
| Башни                           | 356                          | 305                         | 279                                    | 270                                | 300                                 |
| Барбеты                         | 305-254                      | 254                         | 254                                    | 260                                | 300                                 |
| Рубка                           | 305                          | 292                         | 279                                    | 300                                | 350                                 |
| Схема размещения вооружения     |                              |                             |                                        |                                    |                                     |
| Вооружение                      | 5×2×356/45 21×1×127/51 4 ТА  | 6×2×305/50 21×1×127/51 2 ТА | 5×2×343/45 12×152-мм/45 4×1 47-мм 4 ТА | 4×2×305/50 12×1×150/45 4×1×88 4 ТА | 5×2×305/50 14×1×150/45 10×1×88 5 ТА |

В 1914—1916 годах Гранд Флит и Флот Открытого моря пополнились 15-дюймовыми линкорами, в составе ВМС Японии появился «Фусо». Они все были крупнее и сильнее.